# Despenalització de l’adulteri a Espanya
La despenalització de l'adulteri a Espanya es va produir de manera efectiva el 26 de maig de 1978, abans i tot de l'aprovació Constitució de 1978, quan van quedar derogats els articles 449 i 452 del Codi Penal que el penalitzaven.
Abans, sota la influència de l'Església Catòlica i la cultura masclista, les dones podien anar a la presó de sis mesos i un dia fins a sis anys i perdre la custòdia dels fills si els marits les acusaven d'adulteri. Era un delicte de caràcter privat, en virtut del qual només es podia persecutar per querella del marit ofès; el marit ofès podia atorgar el perdó a qualsevol temps a tots dos culpables i terminar ipso facto la pena de presó. Era una llei asimètrica, com que només el marit podia perseguir: signe de l'empremta misògina en l'orde jurídic i confirmació de facto de la doble moral.
El primer pas va ser el 18 de gener de 1978 quan la Comissió de Justícia del Congrés dels Diputats va aprovar per unanimitat el primer article del projecte de llei de despenalització de l'adulteri, ho va fer amb aquest text: «Se suprimeix la rúbrica del capítol VI del títol IX del Codi Penal i es deroguen els articles 449 i 452 que integren el referit capítol. Així mateix, es deroga l'últim paràgraf de l'article 453 del Codi Penal. »
Actualment, el Codi Civil continua considerant aquesta conducta com a causa legal de separació, encara que només un 10% de les demandes de divorci s'interposen al·legant l'adulteri del cònjuge.

## Lluita per la despenalització
La despenalització es va aconseguir després d'una lluita que va començar molt abans, el novembre de 1976, amb la frase «Jo també sóc adúltera» a adhesius, pancartes i cartells. Aquesta afirmació va convertir-se en un dels principals lemes de la lluita feminista. Amb ella, cinc mil dones van protestar pels carrers de Barcelona contra la penalització de l'adulteri i van defensar Maria Àngels Muñoz, una dona de trenta anys d'Albacete, acusada per Ramón Soto Gómez, el seu marit, d'adulteri, el mateix que la va abandonar el 1970 amb Yolanda, la seva filla de dos mesos. El seu cas va donar la volta al país. El crit individual d'aquesta dona va crear un crit conjunt, uníson, que va esdevenir el preludi d'aquest nou temps que es va anomenar la Transició. El 1977 al País Valencià, la Coordinadora de Grupos de Mujeres va iniciar una campanya per a l'alliberament de les dones empresonades. Alguns dels fets més paradigmàtics de desobediència són els que es van desenvolupar arran del cas de Bienvenida Garcia, acusada d'adulteri i condemnada a un any de presó. Es va portar a terme una recollida de signatures que es van presentar davant l'Audiència l'any 1977 també sota el lema «Jo també sóc adúltera». En aquest desafiament va tenir un paper rellevant el moviment feminista, liderat entre altres per Lidia Falcón, una de les organitzadores de la manifestació del 76. És un dels múltiples drets i llibertats que es van afanyar per desobediència civil.